# Garjan Atwood
Pour les articles homonymes, voir Atwood.
Garjan Atwood (né le 21 mai 1978) est un artiste numérique, international,,,, de Bruxelles, connu aussi sous Underworldesign, studio fondé par lui-même en 2002.

## Biographie
Licencié en arts numériques en 2005 à l'Erg de Bruxelles, le style caractéristique de Garjan incorpore la mode dans l'environnement d'un monde onirique et inquiétant caractérisé par l'utilisation d'éléments sombres/macabres, des concepts surréalistes, des paysages obsédants et des créatures faites par un mélange de photographie, la 3D et la peinture numérique.

### Vie privée
Marié à Marla Lombardo - photographe, artiste et experte en communication et social marketing - ils fondent en 2014 l'agence Infinity.

## Œuvre
Les thèmes de son travail incluent la découverte de soi, la peine, des rêves/cauchemars, la crainte d'inconnus, la mortalité, la féminité et la juxtaposition du surréalisme gothique et des images imaginaires.
Le Grand Illusionniste, comme étiqueté par la presse, Garjan a développé un style propre mais universel où néophytes et experts peuvent apprécier son art. Créant le collage de photo qui résulte d'une combinaison d'éclairage de publicité et la peinture numérique, ayant tendance à avoir une finition cinématographique dans chaque nouveau travail.
Artiste encouragé par Alessia Glaviano (Senior Editor Vogue Italia, Vogue Homme), a exposé à la Carla Sozzani Gallery ,, de Milan (A glimpse at Photo Vogue - 101 photographers/101 pictures en juillet 2012).

### Artiste engagé
Encore étudiant, il participera au concours organisé par l'Erg et le quotidien Le Soir « Pour la liberté de la presse », qui avait comme objectif la libération de Florence Aubenas,. (Premier prix pour Garjan et article dans l'édition du quotidien belge Le Soir en juin 2005).

## PhotoVogue Italia
Garjan Atwood est présent sur le site de Vogue Italia dans la section Artistes et Photographes dont il a été élu 3 fois comme photographe du jour sur la plateforme PhotoVogue Italia créé par Alessia Glaviano (Senior Editor Vogue Italia, L'Uomo Vogue et fille du photographe Marco Glaviano).
Il travaille avec Mary Katrantzou et Tex Saverio qui lui vaut l'article sur le The daily beast de New York le 19 janvier 2013.

## Art+Commerce - PhotoVogue Italia
Garjan Atwood est présent sur le site de Art+Commerce Vogue Italia.

## Visual Artist - VJ - Music Video
Depuis 2004, il est le Directeur Créatif du Groupe belge Freaks dont l'album "Too Sensitive To Be Pure" a été produit par Greg Avau. 

## Expositions

### Photographique
- A glimpse at Photo Vogue - 101 photographers/101 pictures - Carla Sozzani Gallery - Juillet 2012
- Genesis - Studio Barnum - Mai 2014
- Sublime 12 - Milan Fashion Week - Février 2014
- Bunga Bunga - Abnormals Gallery Berlin - Novembre 2011
- Freakshow - Elita Christmas Park _ Teatro Franco Parenti Milano - Décembre 2011

### Illustration
- Heroes - Utopia - Mai 2012

## Galeries d'art
La galerie d'art contemporain Sakura de Paris et Saatchi Art de Londres représentent Garjan Atwood.

## Radio et Télévision

### Garjan Atwood
- Un Deux Trois Quatre - Télé Bruxelles - avril 2012
- Radio-Ritratto - Globus Radio - 30 juin 2014
- ZeroNove in Studio - ZeroNove Tv - 1er mai 2014[29] (interview)
- Animal House - RSO - 20 mai 2014[30] (interview)

### Freaks
50 Degrés Nord - Rtbf et Arte (Belgique) - Émission culturelle du 31 mai 2012 (invité)

## Infinity Agency
Agence qui s’occupe du lancement, le relancement et l'animation des marques et leurs réseaux réels et/ou virtuels qui permettent de couvrir l’ensemble des problématiques en ligne et hors ligne à 360°. Elle englobe Underworldesign (section créative et spécialisée en press editing et video) et Bathory Project (section centrée sur la musique).